# Karin Metzler
Karin Metzler (* 29. März 1956 in Berlin) ist eine deutsche Byzantinistin.

## Leben
Karin Metzler studierte von 1975 bis 1982 Klassische Philologie (Gräzistik) und Germanistik in Berlin, Tübingen und Zürich. Von 1982 bis 1984 absolvierte sie die Ausbildung am Seminar für Schulpädagogik (Gymnasien) in Esslingen (Griechisch, Deutsch, Latein; 1991 Zusatzprüfung in Evangelischer Religionslehre). Als wissenschaftliche Mitarbeiterin wirkte sie von 1985 bis 1994 an der Patristischen Arbeitsstelle Bochum der Nordrhein-Westfälischen Akademie der Wissenschaften bei Martin Tetz. Nach der Promotion 1990 im Fach Klassische Philologie an der Universität Zürich war sie von 1994 bis 1999 wissenschaftliche Mitarbeiterin am Byzantinisch-Neugriechischen Seminar der FU Berlin bei Diether Roderich Reinsch. Von 2001 bis 2006 war sie wissenschaftliche Mitarbeiterin am Leibnizprojekt von Christoph Markschies: Edition der Genesiskommentare des Origenes und des Prokop von Gaza für die Griechischen christlichen Schriftsteller der ersten Jahrhunderte (2001–2004 an der Universität Heidelberg, 2004–2006 an der Humboldt-Universität zu Berlin). Seit 2004 lehrt sie als Privatdozentin im Fach Byzantinistik an der Freien Universität Berlin (Fachbereich Philosophie und Geisteswissenschaften, Institut für Griechische und Lateinische Philologie). Seit 2006 ist sie wissenschaftliche Mitarbeiterin im Langfristvorhaben der DFG unter der Leitung von Christoph Markschies: Edition des Genesis-, Exodus- und Leviticuskommentars des Prokop von Gaza (aus der sog. Oktateuchkatene).
Ihre Forschungsinteressen sind griechische Sprache, Literatur und Überlieferungsgeschichte (Antike und Mittelalter), Edition und Übersetzung griechischer Texte aus Patristik und Byzantinistik, byzantinische Literatur und griechische Paläographie.

## Schriften (Auswahl)
- Der griechische Begriff des Verzeihens. Untersucht am Wortstamm syngnome von den ersten Belegen bis zum vierten Jahrhundert n. Chr. (= Wissenschaftliche Untersuchungen zum Neuen Testament 2. Reihe. Band 44). J. C. B. Mohr, Tübingen 1991, ISBN 3-16-145671-8 (zugleich Dissertation, Zürich 1990).
- mit Frank Simon: Ariana et Athanasiana. Untersuchungen zur Überlieferung und zu philologischen Problemen der Werke des Athanasius von Alexandrien (= Abhandlungen der Nordrhein-Westfälischen Akademie der Wissenschaften. Band 83). Westdeutscher Verlag, Opladen 1991, ISBN 3-531-05100-8.
- Welchen Bibeltext benutzte Athanasius im Exil? Zur Herkunft der Bibelzitate in den Arianerreden im Vergleich zur ep. ad epp. Aeg. (= Abhandlungen der Nordrhein-Westfälischen Akademie der Wissenschaften. Band 96). Westdeutscher Verlag, Opladen 1997, ISBN 3-531-05116-4.
- Eustathios von Thessalonike und das Mönchtum. Untersuchungen und Kommentar zur Schrift „De emendanda vita monachica“ (= Supplementa Byzantina. Band 9). De Gruyter, Berlin/New York 2006, ISBN 3-11-018905-4 (zugleich Habilitationsschrift, HU Berlin 2004).